# U Owe Me
Singles de Nas
Hate Me Now I've Got to Have It
Pistes de Nastradamus
New World The Outcome
U Owe Me est une chanson de Nas, en featuring avec Ginuwine, tirée de l'album Nastradamus. Ce titre, produit par  Timbaland, a été publié en single le 14 avril 2000. 

## Clip
Dans le clip, on note l’apparition de DMX , Destiny's Child et The Bravehearts.